# Ankarklo
Anckarklo var en adlig ätt, med ursprung från Häggeby socken i Uppland. Adlad 1686 och introducerad 1689 på svenska riddarhuset med nummer 1101.
Sätesgård Hummelmora, på Ljusterö.
Ättens förste kände stamfader var bonden Axel Ingemundsson, död 1655. Dennes sonson, Axel Hägg (1655-1729) adlades 1686 med namnet Anckarklo till Hummelmora. Med Axel Anckarklos sonson Ingemund Anckarklo (1729-1771) utslocknade ätten 1771.